# Tinea melanoptycha
Tinea melanoptycha är en fjärilsart som beskrevs av Turner 1939. Tinea melanoptycha ingår i släktet Tinea och familjen äkta malar. Inga underarter finns listade i Catalogue of Life.